# Quella notte inventarono lo spogliarello
Quella notte inventarono lo spogliarello (The Night They Raided Minsky's) è un film del 1968 diretto da William Friedkin.

## Trama
Rachel Schpitendavel, una innocente ragazza Amish della Pennsylvania rurale, arriva a Lower East Side di New York, sperando di diventare ballerina e danzando su coreografie basate su storie bibliche. Si presenta a un'audizione al Minsky's Burlesque, ma le sue danze sono giudicate troppo ingenue e caste per lo spettacolo del Minsky's. Billy Minsky e  Raymond Paine elaborano però un piano per sconfiggere il moralista Vance Fowler, che vorrebbe chiudere il teatro. Minsky pubblicizza Rachel come la nota "Madamoiselle Fifi", performer della "danza che ha reso selvaggi un milione di francesi". Questo farà sì che Fowler organizzi un'incursione da parte della polizia, ma Billy lascerà Rachel eseguire le sue innocue danze ispirate alla Bibbia, in modo da umiliare Fowler.
Durante la preparazione al suo spettacolo di mezzanotte, Raymond e Chick si mostrano entrambi interessati a Rachel. Nel frattempo, il severo padre di Rachel, che si oppone persino alle sue danze bibliche, arriva a New York alla ricerca della figlia.
Quando Rachel sale sul palco dopo che suo padre l'ha chiamata "puttana", si rende conto che i Minsky's la stanno utilizzando. Il padre tenta di trascinarla fuori dalla scena, ma lei si allontana e, accidentalmente, causa uno strappo nel suo vestito. La folla si entusiasma e Rachel inizia a godere del suo potere sul pubblico. Per trattenere Raymond poi, senza rendersene conto strappa la parte frontale del vestito scoprendo il seno: Rachel sarà la creatrice involontaria dello spogliarello.
Fowler suona il suo fischietto e la polizia fa irruzione interrompendo lo spettacolo. Alla fine quasi tutti saranno portati via dalla polizia, incluso il padre di Rachel.